# Ленка (Малопольське воєводство)
Ленка (пол. Łęka) — село в Польщі, у гміні Коженна Новосондецького повіту Малопольського воєводства.
Населення — 590 осіб (2011).
У 1975-1998 роках село належало до Новосондецького воєводства.

## Демографія
Демографічна структура станом на 31 березня 2011 року:
|          | Загалом | Допрацездатний вік | Працездатний вік | Постпрацездатний вік |
| -------- | ------- | ------------------ | ---------------- | -------------------- |
| Чоловіки | 282     | 75                 | 186              | 21                   |
| Жінки    | 308     | 89                 | 164              | 55                   |
| Разом    | 590     | 164                | 350              | 76                   |